# Oar (album)
Pour les articles homonymes, voir Oar.
Oar est l'unique album solo d'Alexander Skip Spence, sorti en 1969.

## Histoire de l’album
Skip Spence écrit les chansons de cet album lors des six mois qu'il passe en hôpital psychiatrique à la suite de son coup de folie. La Columbia lui offre 1 000 dollars d'avance à sa sortie pour qu'il aille enregistrer les chansons à Nashville.

## L'album
Oar est enregistré à faible volume, ce qui le rend perturbant d'après les critiques. La musique est dépouillée et semble frôler l'improvisation. 
L'album est cité dans l'ouvrage de référence de Robert Dimery Les 1001 albums qu'il faut avoir écoutés dans sa vie. 

### Titres
Toutes les chansons sont composées par Alexander Skip Spence.
1. Little Hands (3:44)
2. Criple Creek (2:16)
3. Diana (3:32)
4. Margaret/Tiger Rug (2:17)
5. Wheighted Down (The Prison Song) (6:27)
6. War in Peace (4:05)
7. Broken Heart (3:29)
8. All Come to Meet Her (2:04)
9. Books of Moses (2:42)
10. Dixie Peach Promenade (Yin for Yang) (2:53)
11. Lawrence of Euphoria (1:31)
12. Grey/Afro (9:38)